# Sarsia
Sarsia är ett släkte av nässeldjur som beskrevs av René-Primevère Lesson 1843. Sarsia ingår i familjen Corynidae.

## Dottertaxa tillSarsia, i alfabetisk ordning[1][2]
- Sarsia angulata
- Sarsia apicula
- Sarsia barentsi
- Sarsia bella
- Sarsia brachygaster
- Sarsia cliffordi
- Sarsia coccometra
- Sarsia codonoforum
- Sarsia conica
- Sarsia densa
- Sarsia erythrops
- Sarsia eximia
- Sarsia fructescens
- Sarsia gemmifera
- Sarsia gracilis
- Sarsia hargitti
- Sarsia japonica
- Sarsia loveni
- Sarsia lovenii
- Sarsia marii
- Sarsia minima
- Sarsia nipponica
- Sarsia occidentalis
- Sarsia occulta
- Sarsia piriforma
- Sarsia polyocellata
- Sarsia princeps
- Sarsia producta
- Sarsia prolifera
- Sarsia pulchella
- Sarsia radiata
- Sarsia rosaria
- Sarsia striata
- Sarsia tubulosa
- Sarsia turricula
- Sarsia viridis